# Rosa Venerini
Rosa Venerini (Viterbo, 9 febbraio 1656 – Roma, 7 maggio 1728) è stata una religiosa e educatrice italiana, fondatrice della congregazione delle Maestre pie Venerini. Beatificata nel 1952, fu proclamata santa da papa Benedetto XVI il 15 ottobre 2006.

## Biografia
Rosa Venerini nacque il 9 febbraio 1656 a Viterbo da Goffredo, stimato medico di origine marchigiana, nato nel 1612 a Castelleone di Suasa, che offrì il suo aiuto ai viterbesi nel 1657  durante la peste, e Marzia Zampichetti, discendente di una delle famiglie più importanti dell'Alto Lazio, già precedentemente sposata e vedova.
Oltre a lei, in famiglia vi erano Domenico, morto giovane, Maria Maddalena e Orazio. 
La piccola Rosa ricevette sin dall'infanzia un'ottima educazione religiosa dalla madre Marzia, donna attenta ai bisogni dei propri figli, e dalla zia materna, Anna Cecilia, madre superiora nel convento di Santa Caterina, nella stessa Viterbo.
Figlia spirituale dei gesuiti, dopo la morte del suo fidanzato trascorse due anni nel convento di Santa Caterina a Viterbo, ma poi decise di rientrare a casa per assistere la madre, che era nel frattempo rimasta vedova.
Nel 1685 a Viterbo aprì, insieme con Porzia Baci e Girolama Coluzzelli, una "scuola pia" destinata all'istruzione e all'educazione religiosa delle giovani più povere, da cui ebbe origine la sua congregazione: grazie all'appoggio del cardinale Marcantonio Barbarigo, l'opera si estese presto anche ad altre città del Lazio ed a Roma, dove la Superiora Venerini affidò le sue scuole a Lucia Filippini che ne divenne Direttrice. 
Le scuole avevano causato grande scompiglio: era allora inconcepibile che delle sole donne insegnassero alle fanciulle il catechismo; questo, in particolare, era riservato strettamente ai sacerdoti. 
Nonostante ciò, come detto, l'opera della Venerini si estese, anche grazie alla benevolenza degli ecclesiastici (come papa Clemente XI) in tutto il Lazio (Corneto, Bagnoregio, Montefiascone, ecc.).
A Roma, dove la Santa aprì due importanti scuole, le Maestre furono subito ben accette e amate. 

## Culto
Santa Rosa Venerini non ebbe vita facile quando si trattò di dar forma a ciò verso cui si sentiva chiamata e che si realizzò in un’opera destinata a rimanere nella storia. Nata a Viterbo nel 1656 in una famiglia benestante, Rosa da giovane aveva davanti a sé un promettente futuro, ma lei sentiva che le “opzioni” che le venivano prospettate (matrimonio o monastero) non si confacevano alla sua natura. Radunando alcune giovani nella sua casa per la preghiera del Rosario cominciò allora a capire che proprio l’istruzione delle ragazze sarebbe stata la sua missione, il suo modo di servire Dio. Assieme a due compagne nel 1685 diede vita a Viterbo ad una scuola pubblica per le giovani. Con lei c’era un gruppo di donne che avviarono una comunità di “consacrate nel mondo”. La loro forma di vita non sempre fu compresa e a tratti fu ostacolata, ma l’opera delle “Maestre Pie” si diffuse ben presto oltre i confini di Viterbo. Rosa Venerini dovette affrontare anche una dolorosa divisione interna ma il suo lavoro ebbe la benedizione di Clemente XI, che volle capire di persona il metodo della Maestre Pie. 
Il miracolo che permise la canonizzazione fu la guarigione da gonfiore toracico inspiegabile di un bambino africano nel 2005. Il bambino andava a scuola in una scuola delle suore della Venerini, in Uganda, e per lui furono rivolte molte preghiere dalle Maestre pie e dalla comunità del luogo alla fondatrice.
A lei sono attribuiti altri due miracoli per fatti avvenuti nel 1952: il primo riguarda una Maestra guarita inspiegabilmente da un gravissimo glaucoma infiammatorio, che avrebbe portato la donna alla cecità in breve tempo, dopo diverse invocazioni alla Venerini; il secondo, avvenuto in un paesino dell'Abruzzo, coinvolge una Maestra malata di una forma aggressiva di tubercolosi, ritornata nel suo luogo natio per l'aria salubre. Il fratello, prete del paese, chiese ai concittadini di pregare la Madonna per la sorella; ma fu la stessa suora a invocare, in preda a un sonno comatoso, santa Rosa: il giorno dopo, nonostante gli avvertimenti dei medici, si alzò dal letto guarita inspiegabilmente.
Inoltre, la santa è ora patrona di Viterbo, sua città natale, insieme all'omonima santa Rosa, vissuta nel Medioevo, e antica protettrice dei Viterbesi durante la peste, nel XIII secolo.
Il comune di Viterbo le ha dedicato un largo e quello di Ronciglione una via in suo onore.